# Gammaropsis lindahli
Gammaropsis lindahli är en kräftdjursart som först beskrevs av Hansen 1887.  Gammaropsis lindahli ingår i släktet Gammaropsis och familjen Isaeidae. Inga underarter finns listade i Catalogue of Life.